# Via Cláudia Augusta

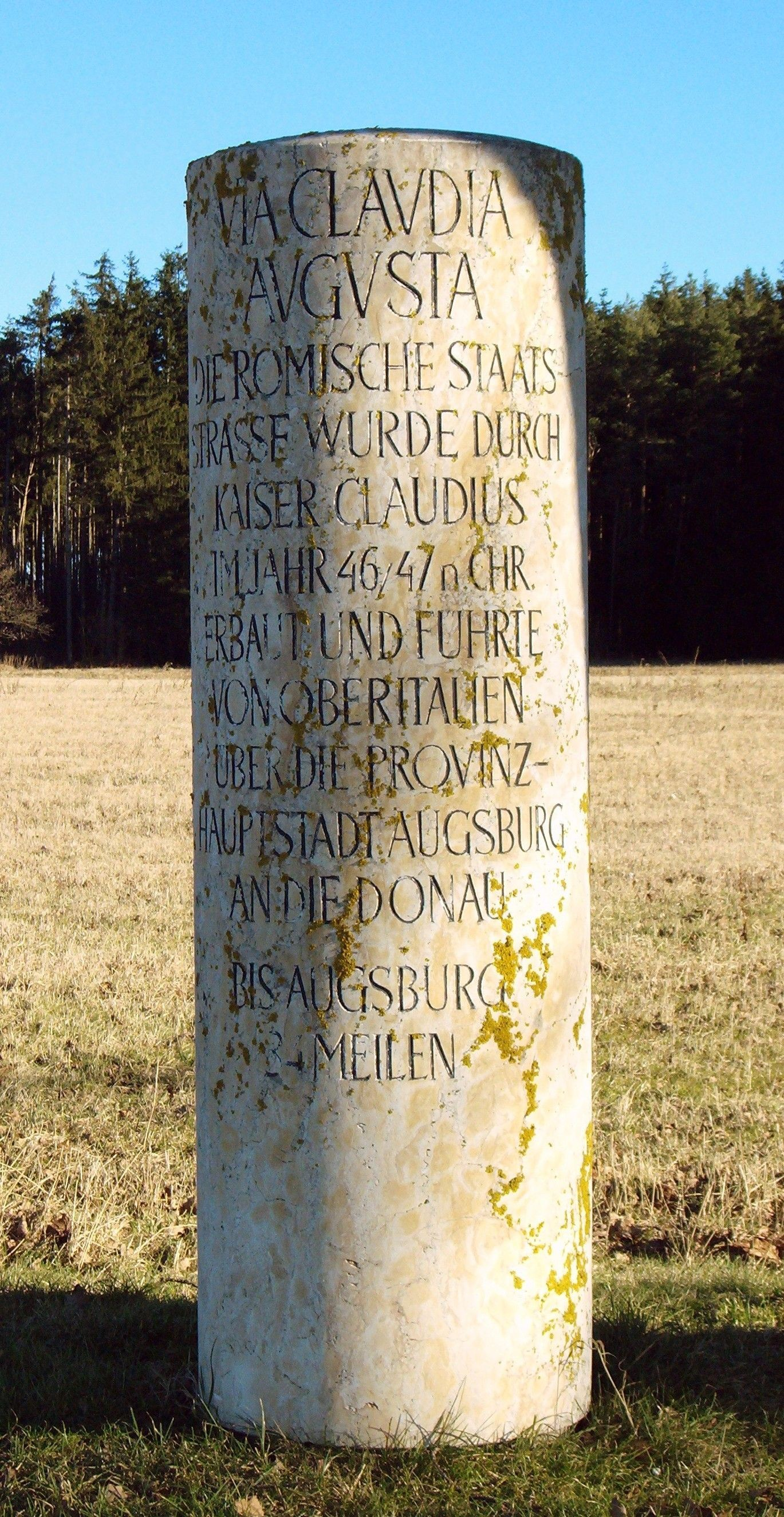
Réplica moderna de um miliário romano na Via Claudia Augusta, perto de Unterdiessen, na Baviera.

A Via Cláudia Augusta (latim Via Claudia Augusta) era uma estrada romana que ligava o vale do rio Pó à Récia através dos Alpes.